# Las Salvas
Las Salvas är en ort i Mexiko.   Den ligger i kommunen Amealco de Bonfil och delstaten Querétaro Arteaga, i den sydöstra delen av landet, 130 km nordväst om huvudstaden Mexico City. Las Salvas ligger 2 415 meter över havet och antalet invånare är 432.
Terrängen runt Las Salvas är kuperad norrut, men söderut är den platt. Runt Las Salvas är det ganska tätbefolkat, med 75 invånare per kvadratkilometer. Närmaste större samhälle är Amealco, 10,0 km norr om Las Salvas. I omgivningarna runt Las Salvas växer huvudsakligen savannskog.